# Рузвельт (округ Бернетт, Вісконсин)
Рузвельт (англ. Roosevelt) — місто (англ. town) в США, в окрузі Бернетт штату Вісконсин. Населення — 197 осіб (2020).

## Демографія
Згідно з переписом 2010 року, у місті мешкало 199 осіб у 83 домогосподарствах у складі 58 родин. Було 164 помешкання
Расовий склад населення:
| - 90,5 % — білих - 3,5 % — азіатів - 0,5 % — корінних американців - 0,5 % — чорних або афроамериканців |

До двох чи більше рас належало 5,0 %. Частка іспаномовних становила 2,0 % від усіх жителів.
За віковим діапазоном населення розподілялося таким чином: 18,6 % — особи молодші 18 років, 60,8 % — особи у віці 18—64 років, 20,6 % — особи у віці 65 років та старші. Медіана віку мешканця становила 51,2 року. На 100 осіб жіночої статі у місті припадало 118,7 чоловіків;  на 100 жінок у віці від 18 років та старших — 125,0 чоловіків також старших 18 років.
Середній дохід на одне домашнє господарство  становив 70 157 доларів США (медіана — 55 714), а середній дохід на одну сім'ю — 70 341 долар (медіана — 61 250). Медіана доходів становила 35 893 долари для чоловіків та 35 500 доларів для жінок. За межею бідності перебувало 7,0 % осіб, у тому числі 12,8 % дітей у віці до 18 років та 9,8 % осіб у віці 65 років та старших.
Цивільне працевлаштоване населення становило 112 осіб. Основні галузі зайнятості: освіта, охорона здоров'я та соціальна допомога — 31,3 %, виробництво — 15,2 %, сільське господарство, лісництво, риболовля — 13,4 %, науковці, спеціалісти, менеджери — 12,5 %.